# La isla de Gilligan
La isla de Gilligan (Gilligan's Island en inglés) fue una serie de comedia de situación estadounidense emitida por CBS desde 1964 hasta 1967.
La serie contó con tres temporadas: 36 episodios en la primera temporada, 32 en la segunda y 30 en la tercera, y así, con un total de 98 episodios.  La primera temporada fue filmada íntegramente en blanco y negro, aunque estos episodios fueron posteriormente coloreados para la redifusión. La segunda y tercera temporada del show (62 episodios) y las tres secuelas de películas de televisión fueron filmadas en color.
La isla de Gilligan terminó con calificaciones sólidas durante su transmisión original, y luego creció en popularidad durante décadas de redifusión, sobre todo en los años 1970 y 1980. Hoy en día, el personaje principal de Gilligan es ampliamente reconocido como un icono cultural estadounidense y es considerada una serie de culto por muchos seguidores, lo que originó diversas secuelas televisivas.

## Historia

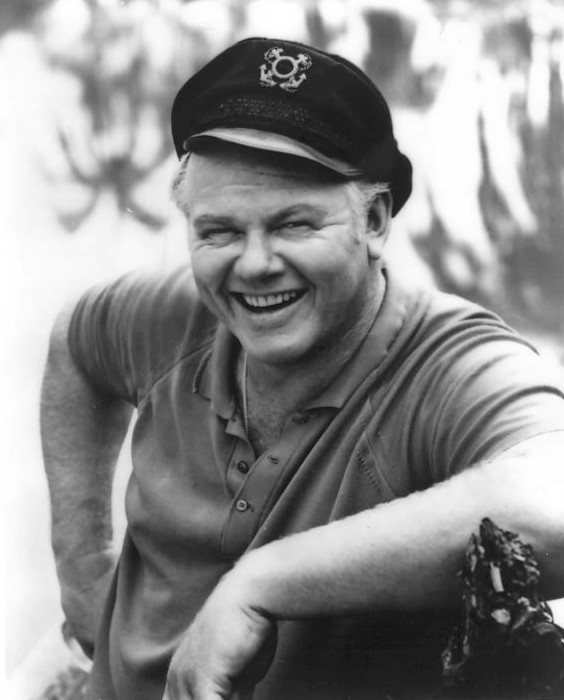
Alan Hale, Jr. en su papel de "El capitán"

Cuando el bote turístico S.S. Minnow con el capitán, su ayudante y cinco pasajeros emprenden un tour de tres horas, en medio del paseo cae una fuerte tormenta, el barco se accidenta en medio del Océano Pacífico y las siete personas terminan varadas en una isla a 480 km de Hawái, y tratarán de hacer lo posible para poder irse de ella. Pero mientras no lo logren tendrán que vivir todos juntos en esa isla, hasta que llegue "el milagro".
El personaje principal era un torpe marinero llamado Gilligan, interpretado por Bob Denver. Denver no había sido la primera elección, sino Jerry Van Dyke (hermano menor del afamado Dick) que rechazó el papel. Denver había tenido un papel relativamente destacado en la serie "The Many Loves of Dobie Gillis": era el joven beatnik Maynard G. Krebs. Junto a él estaba el siempre jovial y animoso Capitán (interpretado por un actor de westerns clase B, Alan Hale Jr.). Su nombre (Jonas Grumby) sólo es pronunciado en el piloto. La simpatía del Capitán tenía una destinataria preferida (Ginger) y un límite: las torpezas de su ayudante, que frecuentemente lo sacaban de quicio.
Entre los náufragos había una excéntrica pareja de millonarios. Jim Backus interpretaba con mucha gracia y don de improvisación al distraído Thurston J. Howell III (Backus era también la voz del dibujo animado Mr. Magoo, y había actuado en "Rebelde sin causa" representando nada menos que el papel del padre de James Dean). Su esposa Eunice "Lovey" Wentworth Howell era en realidad Natalie Schafer, quien por contrato había bloqueado ser objeto de primeros planos (ya tenía 62 años).
Tina Louise representaba a la bomba sexual y estrella de Hollywood Ginger Grant (en alusión a los míticos Ginger Rogers y Cary Grant). Tina se veía a sí misma como la verdadera protagonista y chocaba a menudo con los productores, exigiendo mayor lucimiento en los guiones. Además discutía el perfil del personaje, que originalmente era más bien sarcástico y de lengua afilada. El resultado final fue un personaje, fusión entre Marilyn Monroe y Lucille Ball, más un look cercano al de Myrna Loy. Las peleas dieron por resultado que no apareciera en ninguno de los telefilmes de reunión. 
Quedan otros dos personajes mencionados como "y todos los demás" en la letra de "La balada de la isla de Gilligan" (de George Wyle y el productor Sherwood Schwartz) pegadiza canción que al comienzo de cada capítulo explicaba cómo los náufragos habían encontrado su destino. Dawn Wells era una antigua Miss Nevada, y su papel, el de Mary-Ann, una simpática granjera de Kansas que era la única persona del grupo con alguna habilidad para las tareas domésticas y la más complaciente con las torpezas de Gilligan.  Por último, el obsesivo y distraído Profesor Roy Hinkley (Russell Johnson), tan enfrascado en sus extrañas investigaciones que nunca percibía la atracción que despertaba en Ginger y, en menor medida, en Mary-Ann.

## Elenco
- Bob Denver - Gilligan
- Alan Hale, Jr. - El capitán Jonas Grumby
- Jim Backus - Thurston Howell III
- Natalie Schafer - Eunice "Lovey" Howell
- Tina Louise - Ginger Grant
- Russell Johnson - El profesor Roy Hinkley
- Dawn Wells - Mary Ann Summers

## Episodios
Primer episodio y Piloto
Si bien en el comienzo del primer episodio las siete personas se encuentran ya en la isla, es en el piloto en el que se muestra cuando sale el bote del puerto y cae la tormenta. Luego se muestra el timón, y luego se muestran a los actores y, como final, el título "Gilligan's Island" y, en el fondo de la imagen, se muestra la isla.

## Cancelación
Cuando William S. Paley (propietario de la cadena) y su esposa empezaron a obtener mucha audiencia gracias a Gunsmoke, la CBS renegoció la transmisión de este western a un horario más temprano, los lunes por la tarde, el mismo de la Isla de Gilligan. Por ese entonces, la serie había perdido considerable audiencia, aunque siguiera siendo muy popular. 
Este factor hizo que se considerara "tiempo perdido" para la isla de Gilligan en su tercera temporada. El programa se canceló abruptamente cuando faltaban dos episodios para la finalización de la misma, razón por la cual técnicamente quedó inconclusa. Sherwood Schwartz anunció que el programa se renovaría en la cuarta temporada e hizo una promesa verbal con los actores de la serie, la cual sería la definitiva, pero nunca se aceptó la realización.

## Películas, secuelas y spin-offs
La isla de Gilligan dio parte a una serie de secuelas y spin-offs
- Las nuevas aventuras de Gilligan: fue una producción animada que salió al aire en ABC los sábados (y domingos) por la mañana desde 1974 hasta 1977, con un total de 24 episodios. Las voces fueron, en su mayoría, las del elenco original.

- El rescate de la isla de Gilligan: fue una película para televisión de 1978 en la que los náufragos logran salir de la isla, pero tienen problemas para re-insertarse en la sociedad., y durante un crucero de reunión en su primera Navidad después de ser rescatados, el destino interviene, y la película termina con ellos náufragos de nuevo, en la misma isla. Fue protagonizada por todo el elenco original, a excepción de Tina Louise, quién se negó a regresar, y por lo tanto, Judith Baldwin terminó interpretando a Ginger.

- Los náufragos en la isla de Gilligan: otra película para televisión, de 1979, y secuela de la película de 1978, dónde aquí, los náufragos son rescatados una vez más, y Howell decide convertir a la isla en un lugar de refugio, con los otros cinco náufragos como "socios silenciosos". Esta película se consideraría un piloto para una nueva serie. Pero esta idea no se materializó. Judith Baldwin volvió a interpretar a Ginger.

- The Harlem Globetrotters en la isla de Gilligan: segunda y última secuela para la televisión (1981). Dos villanos, interpretados por Martin Landau y Barbara Bain (en ese entonces un matrimonio) tratan de apoderarse de la isla para tener acceso a una vena de "Supremium", un elemento valioso, pero volátil.  Ellos se ven frustrados por la oportuna intervención de los Harlem Globetrotters. Esta vez, Ginger fue interpretada por Constance Forslund. Jim Backus, quien ya se encontraba en mal estado de salud en ese momento, sólo apareció en el final del episodio, al llegar de vuelta en la isla. David Ruprecht desempeñó el papel de Thurston Howell IV, a pesar de que en la serie se había establecido que los Howells no tenían hijos. A diferencia de las dos películas anteriores, en esta última se utilizaron risas grabadas como en la serie original.

- Planeta Gilligan: fue una producción animada de ciencia ficción, protagonizada por las voces de los actores originales de La isla de Gilligan, pero, otra vez, quitando a Tina Louise, y Dawn Wells terminó haciendo las voces de Ginger y Mary Ann. La historia trataba de que los náufragos se escapaban de la isla por la construcción de una nave espacial, y residiendo náufragos en un planeta lejano. En un episodio, van a una isla de un planeta donde allí residen náufragos. Solo tuvo 12 episodios emitidos por CBS entre 1982 y 1983.

- La isla de Gilligan: El musical: se produjo por primera vez en la década de los 90s, siendo escrita por el hijo de Sherwood Schwartz; Lloyd Schwartz. Después de extensas revisiones en 2001, se produjo en varios teatros de Estados Unidos.

Además, en un capítulo de ALF, éste (fanático de la serie) reconstruye en el patio trasero de su casa la laguna de la isla, y sueña (otro guiño) con su vida entre los náufragos. No aparecen todos, sino solamente el Capitán, Gilligan, Mary Ann y el Profesor, quienes tienen un televisor hecho de bambú y ven un show basado en los Tanner...
También en un episodio de una serie animada llamada "Los Padrinos Mágicos" (The Fairly OddParents), el personaje principal, Timmy, dice que al no tener emociones puede pensar con más lógica, y menciona que "nunca hicieron la lancha en La Isla de Gilligan para seguir la serie."
En un capítulo de Baywatch, la famosa serie de los 90, protagonizada y producida entre otros por David Hasselhoff, se le dedica un capítulo entero con la participación de algunos de los actores originales de la serie La Isla de Gilligan y los actores correspondientes a la temporada de Baywatch, donde la intención era rendir un merecido homenaje a la misma, convertida ya en una serie de culto norteamericana.

## Lanzamientos en DVD
| DVD                        | Ep # | Fecha (en Estados Unidos) |
| -------------------------- | ---- | ------------------------- |
| Primera temporada completa | 36   | 3 de febrero de 2004      |
| Segunda temporada completa | 32   | 11 de enero de 2005       |
| Tercera temporada completa | 30   | 26 de julio de 2005       |
| La serie completa          | 98   | 6 de noviembre de 2007    |